# Max Meinertz
Max Meinertz (* 19. Dezember 1880 in Braunsberg; † 18. Dezember 1965 in Münster) war ein katholischer Theologe und Neutestamentler.

## Leben und Wirken
Meinertz, Sohn des Gymnasialdirektors Otto Meinertz, verbrachte seine Kindheit und Jugend zunächst in Posen. Als der Vater 1895 Provinzialschulrat wurde, zog die Familie nach Breslau. Hier machte Meinertz das Abitur und studierte zwei Semester semitische Philologie. Anschließend studierte er – unterbrochen von einem Zwischensemester in Bonn – katholische Theologie in Braunsberg. Nach seiner Priesterweihe am 26. April 1903 ging er nach Straßburg und promovierte dort 1904. Nach einem Jahr als Kaplan in Glottau und in Königsberg habilitierte er sich 1906 an der Universität Bonn mit einer Arbeit über die Stellung Jesu zur Heidenmission.
Nach Lehrtätigkeit in Bonn und Braunsberg wurde Meinertz an der Westfälischen Wilhelms-Universität Münster ordentlicher Professor als Nachfolger von Augustinus Bludau, der zum Bischof von Ermland ernannt worden war. Bis zur Emeritierung am 1. April 1950 lehrte Meinertz in Münster. Zu seinen Schülern zählt unter anderem der Erfurter Neutestamentler Heinz Schürmann.
Meinertz wurde als Student Mitglied der katholischen Studentenverbindungen Unitas-Breslau und Arminia Bonn, in Münster Ehrenphilister der Ravensberg, alle im KV, dem Meinertz zeitlebens die Treue hielt. Meinertz veröffentlichte neben zahlreichen anderen Werken als einer der ersten katholischen Theologen eine ausführliche Gesamtdarstellung neutestamentlicher Theologie auf wissenschaftlich hohem Niveau. 1920/21 war Meinertz Rektor der Universität Münster und 1947/48 Prorektor, dreimal war er Dekan der Theologischen Fakultät. 1920 gründete er die „Arbeitsgemeinschaft theologischer Fakultäten in Deutschland“, 1932 wurde er Vorstandsmitglied der Görres-Gesellschaft.
Wegen seiner intensiven Beziehungen zu den katholischen Banater Schwaben wurde Meinertz 1928 Konsistorialrat der Diözese Temesvár. Meinertz war Päpstlicher Hausprälat, Ehrenmitglied der Päpstlichen Akademie der Wissenschaften und erhielt 1959 das Große Verdienstkreuz der Bundesrepublik Deutschland.
In Münster wohnte er in der Kapitelstraße 14, dem Haus, in das später Johann Baptist Metz einzog.

## Werke (Auswahl)
- Theologie des Neuen Testaments (1950)
- Begegnungen in meinem Leben (1956)